# 黄施民
黄施民（1921年—2003年6月16日），原名黄玉宇，男，广东南海人，中华人民共和国政治人物，曾任中共广东省委副秘书长、省委宣传部副部长，中共深圳经济特区委员会书记，深圳市革命委员会副主任。